# جام باشگاه‌های آسیا ۸۶–۱۹۸۵
جام باشگاه‌های آسیا ۸۶–۱۹٨۵ پنجمین دورهٔ مسابقات باشگاهی قهرمانی آسیا و اولین دوره تحت عنوان جام باشگاه‌های آسیا بود که توسط کنفدراسیون فوتبال آسیا پس از ١٢ سال و با حذف کشور اسرائیل از آسیا دوباره شروع شد.
تیم دوو رویالز (بوسان ای‌پارک) کره جنوبی با غلبه بر تیم الاهلی عربستان سعودی در فینال مسابقات برای اولین بار قهرمان این دوره از رقابت‌ها شد و به مسابقات جام باشگاهی آفریقا–آسیا ۱۹۸۶ راه یافت.
همچنین تیم دوو رویالز کره جنوبی بدون باخت قهرمان این دوره از مسابقات شد.

## تیم های حاضر در مسابقات
| تیم         | روش حضور                           | حضور (آخرین) |
| ----------- | ---------------------------------- | ------------ |
| الاهلی      | قهرمان لیگ حرفه ای عربستان ۸۴–۱۹۸۳ | ۱            |
| الرشید      | قهرمان لیگ ملی عراق ۸۵–۱۹۸۴        | ۱            |
| العین       | قهرمان لیگ فوتبال امارات ۸۴–۱۹۸۳   | ۱            |
| فنجاء       | قهرمان لیگ عمان ۸۴–۱۹۸۳            | ۱            |
| الریان      | قهرمان لیگ ستارگان قطر ۸۴–۱۹۸۳     | ۱            |
| المحرق      | قهرمان لیگ برتر بحرین ۸۴–۱۹۸۳      | ۱            |
| العربی      | قهرمان لیگ برتر کویت ۸۴–۱۹۸۳       | ۲ (۱۹۷۱)     |
| امان        | قهرمان لیگ اردن ۱۹۸۳               | ۱            |
| الاتحاد حلب | قهرمان جام حذفی سوریه ۸۴-۱۹۸۳      | ۱            |
| الاهلی صنعا | قهرمان لیگ یمن شمالی ۸۴-۱۹۸۳       | –            |
| الشرطه      | قهرمان لیگ یمن جنوبی ۸۴-۱۹۸۳       | –            |

| تیم        | روش حضور                              | حضور (آخرین) |
| ---------- | ------------------------------------- | ------------ |
| دوو رویالز | قهرمان کی لیگ ۱۹۸۴                    | ۱            |
| لیائونینگ  | قهرمان جام حذفی فوتبال چین ۱۹۸۴       | ۱            |
| ۲۵ آوریل   | قهرمان لیگ برتر فوتبال کره شمالی ۱۹۸۵ | ۱            |
| وا سنگ     | قهرمان لیگ دسته اول ماکائو ۱۹۸۵       | ۱            |
| سیکو       | قهرمان لیگ دسته اول هنگ کنگ ۸۵-۱۹۸۴   | ۱            |
| یومیوری    | قهرمان لیگ فوتبال ژاپن ۱۹۸۴           | –            |

| تیم               | روش حضور                          | حضور (آخرین) |
| ----------------- | --------------------------------- | ------------ |
| بنگال شرقی        | قهرمان جام فدراسیون ۱۹۸۵          | ۱            |
| آباهانی           | قهرمان لیگ داکا ۱۹۸۴              | ۱            |
| سندرز             | قهرمان جام حذفی سریلانکا ۸۵-۱۹۸۴  | ۱            |
| پیا               | قهرمان لیگ برتر پاکستان ۱۹۸۴      | ۱            |
| نیو رود           | قهرمان جام لیگ ملی نپال ۱۹۸۵      | ۱            |
| کلاب والنسیا      | قهرمان قهرمانی ملی مالدیو ۱۹۸۴    | ۱            |
| نماینده ایران     | ایران تیمی به مسابقات نفرستاد     | –            |
| نماینده افغانستان | افغانستان تیمی به مسابقات نفرستاد | –            |

| تیم                            | روش حضور                                | حضور (آخرین) |
| ------------------------------ | --------------------------------------- | ------------ |
| بانک بانکوک                    | قهرمان جام سلطنتی کور ۱۹۸۴              | ۴ (۱۹۷۱)     |
| کراما یودا تیگا برلیان         | قهرمان گالاتاما ۱۹۸۵                    | ۱            |
| تیونگ باهرو                    | قهرمان لیگ دسته یک فوتبال کشور ۱۹۸۳     | ۱            |
| ملاکا                          | قهرمان لیگ مالزی ۱۹۸۳                   | ۱            |
| شورای ورزش نیروهای مسلح سلطنتی | قهرمان مسابقات قهرمانی کشور برونئی ۱۹۸۵ | ۱            |
| نماینده میانمار                | میانمار تیمی به مسابقات نفرستاد         | –            |
| نماینده فیلیپین                | فیلیپین تیمی به مسابقات نفرستاد         | –            |

- تیم های سیکو هنگ کنگ و العربی کویت اول در مسابقات شرکت کردند ولی بعد انصراف دادند.
- تیم های یومیوری ژاپن و الاهلی صنعا یمن شمالی و الشرطه یمن جنوبی از مسابقات انصراف دادند.
- کشور های ایران و افغانستان و فلیپین و میانمار تیمی را به مسابقات نفرستادند و انصراف دادند.

## مرحله انتخابی

### غرب آسیا ۱

#### مرحله اول
| تیم ۱       | نتیجه   | تیم ۲     |
| ----------- | ------- | --------- |
| الرشید      | ۴–۰     | امان کلاب |
| الاتحاد حلب | استراحت |           |

- الشرطه و  الاهلی صنعا انصراف دادند.

#### مرحله دوم
| تیم ۱       | نتیجه | تیم ۲  |
| ----------- | ----- | ------ |
| الاتحاد حلب | w/o   | الرشید |

### غرب آسیا ۲

#### شرکت کنندگان
- المحرق
- العربی
- فنجاء
- الریان
- الاهلی جده
- العین

#### فینال
| تیم ۱      | نتیجه | تیم ۲  |
| ---------- | ----- | ------ |
| الاهلی جده | ۲–۱   | العربی |

### آسیای مرکزی (جام کوکا-کولا)
سری لانکا میزبان مسابقات بود.
| رتبه | تیم                 | بازی | برد | مساوی | باخت | گل زده | گل خورده | گل تفاضل | امتیاز | صلاحیت                                 |
| ---- | ------------------- | ---- | --- | ----- | ---- | ------ | -------- | -------- | ------ | -------------------------------------- |
| ۱    | بنگال شرقی          | ۵    | ۵   | ۰     | ۰    | ۲۰     | ۰        | ۲۰+      | ۱۰     | صعود به مرحله گروهی جام باشگاه‌های آسیا |
| ۲    | آباهانی کریرا چاکرا | ۵    | ۴   | ۰     | ۱    | ۱۷     | ۴        | ۱۳+      | ۸      |                                        |
| ۳    | سندرز (H)           | ۵    | ۲   | ۱     | ۲    | ۱۲     | ۸        | ۴+       | ۵      |                                        |
| ۴    | پیا                 | ۵    | ۱   | ۲     | ۲    | ۸      | ۸        | ۰        | ۴      |                                        |
| ۵    | نیو رود تیم         | ۵    | ۱   | ۱     | ۳    | ۸      | ۱۱       | ۳−       | ۳      |                                        |
| ۶    | کلاب والنسیا        | ۵    | ۰   | ۰     | ۵    | ۲      | ۳۶       | ۳۴−      | ۰      |                                        |

نکته:  افغانستان و  ایران تیمی نفرستادند.

### جنوب شرقی آسیا (جام قهرمانان آسه‌آن)
اندونزی میزبان مسابقات بود.
| رتبه | تیم                            | بازی | برد | مساوی | باخت | گل زده | گل خورده | گل تفاضل | امتیاز | صلاحیت                                 |
| ---- | ------------------------------ | ---- | --- | ----- | ---- | ------ | -------- | -------- | ------ | -------------------------------------- |
| ۱    | کراما یودا تیگا برلیان (H)     | ۴    | ۳   | ۱     | ۰    | ۱۵     | ۱        | ۱۴+      | ۷      | صعود به مرحله گروهی جام باشگاه‌های آسیا |
| ۲    | بانک بانکوک                    | ۴    | ۳   | ۱     | ۰    | ۱۰     | ۲        | ۸+       | ۷      | صعود به مرحله گروهی جام باشگاه‌های آسیا |
| ۳    | تیونگ باهرو                    | ۴    | ۱   | ۱     | ۲    | ۲      | ۷        | ۵−       | ۳      |                                        |
| ۴    | ملاکا                          | ۴    | ۱   | ۱     | ۲    | ۲      | ۷        | ۵−       | ۳      |                                        |
| ۵    | شورای ورزش نیروهای مسلح سلطنتی | ۴    | ۰   | ۰     | ۴    | ۰      | ۱۲       | ۱۲−      | ۰      |                                        |

نکته:  میانمار و  فیلیپین تیمی نفرستادند.

### شرق آسیا ۱

#### گروه ۱
| تیم       | بازی | برد | مساوی | باخت | زده | خورده | تفاضل‌گل | امتیاز |
| --------- | ---- | --- | ----- | ---- | --- | ----- | ------- | ------ |
| سیکو      | ۴    | ۳   | ۰     | ۱    | ۶   | ۶     | ۰       | ۶      |
| ۲۵ آوریل  | ۴    | ۲   | ۱     | ۱    | ۸   | ۴     | ۴+      | ۵      |
| لیائونینگ | ۴    | ۰   | ۱     | ۳    | ۲   | ۶     | ۴-      | ۱      |

| سیکو | ۲–۱ | لیائونینگ |
| ---- | --- | --------- |
|      |     |           |

| سیکو | ۲–۱ | ۲۵ آوریل |
| ---- | --- | -------- |
|      |     |          |

| ۲۵ آوریل | ۳–۱ | لیائونینگ |
| -------- | --- | --------- |
|          |     |           |

| لیائونینگ | ۰–۰ | ۲۵ آوریل |
| --------- | --- | -------- |
|           |     |          |

| لیائونینگ | ۰–۱ | سیکو |
| --------- | --- | ---- |
|           |     |      |

| ۲۵ آوریل | ۴–۱ | سیکو |
| -------- | --- | ---- |
|          |     |      |

- سیکو صعود کرد اما بعدا انصراف داد.

### شرق آسیا ۲
| تیم        | بازی          | برد           | مساوی         | باخت          | گل‌زده         | گل‌خورده       | تفاضل‌گل       | امتیاز        |               |
| ---------- | ------------- | ------------- | ------------- | ------------- | ------------- | ------------- | ------------- | ------------- | ------------- |
| دوو رویالز | ۲             | ۲             | ٠             | ۰             | ۱۴            | ۱             | ۱۳+           | ۴             |               |
| وا سنگ     | ۲             | ۰             | ٠             | ۲             | ۱             | ۱۴            | ۱۳-           | ٠             |               |
| یومیوری    | کناره‌گیری کرد | کناره‌گیری کرد | کناره‌گیری کرد | کناره‌گیری کرد | کناره‌گیری کرد | کناره‌گیری کرد | کناره‌گیری کرد | کناره‌گیری کرد | کناره‌گیری کرد |

| دوو رویالز | ۹–۰ | وا سنگ |
| ---------- | --- | ------ |
|            |     |        |

| دوو رویالز | ۵–۱ | وا سنگ |
| ---------- | --- | ------ |
|            |     |        |

- دوو رویالز صعود کرد.

## مرحله گروهی

### گروه A
| تیم                    | بازی | برد | مساوی | باخت | زده | خورده | تفاضل | امتیاز |
| ---------------------- | ---- | --- | ----- | ---- | --- | ----- | ----- | ------ |
| الاهلی                 | ۲    | ۲   | ۰     | ۰    | ۳   | ۱     | ۲+    | ۴      |
| کراما یودا تیگا برلیان | ۲    | ۱   | ۰     | ۱    | ۲   | ۱     | ۱+    | ۲      |
| بنگال شرقی             | ۲    | ۰   | ۰     | ۲    | ۱   | ۴     | ۳-    | ۰      |

| الاهلی | ۲–۱ | بنگال شرقی |
| ------ | --- | ---------- |
|        |     |            |

| کراما یودا تیگا برلیان | ۲–۰ | بنگال شرقی |
| ---------------------- | --- | ---------- |
|                        |     |            |

| الاهلی | ۱–۰ | کراما یودا تیگا برلیان |
| ------ | --- | ---------------------- |
|        |     |                        |

### گروه B
| تیم         | بازی | برد | مساوی | باخت | زده | خورده | تفاضل | امتیاز |
| ----------- | ---- | --- | ----- | ---- | --- | ----- | ----- | ------ |
| دوو رویالز  | ۲    | ۲   | ۰     | ۰    | ۴   | ۱     | ۳+    | ۴      |
| الاتحاد حلب | ۲    | ۱   | ۰     | ۱    | ۳   | ۱     | ۲+    | ۲      |
| بانک بانکوک | ۲    | ۰   | ۰     | ۲    | ۱   | ۶     | ۵-    | ۰      |

| دوو رویالز | ۳–۱ | بانک بانکوک |
| ---------- | --- | ----------- |
|            |     |             |

| الاتحاد حلب | ۳–۰ | بانک بانکوک |
| ----------- | --- | ----------- |
|             |     |             |

| دوو رویالز | ۱–۰ | الاتحاد حلب |
| ---------- | --- | ----------- |
|            |     |             |

## مرحله حذفی

### نمودار
|  | نیمه نهایی             | نیمه نهایی |                   |   | فینال | فینال |
|  |                        |            |                   |   |       |       |
|  | ۲۶ ژانویه – جده        |            |                   |   |       |       |
|  |                        |            |                   |   |       |       |
|  | دوو رویالز             | ۳          |                   |   |       |       |
|  | دوو رویالز             | ۳          | ۲۹ ژانویه – جده   |   |       |       |
|  | کراما یودا تیگا برلیان | ۰          |                   |   |       |       |
|  | کراما یودا تیگا برلیان | ۰          | دوو رویالز (و.ا.) | ۳ |       |       |
|  | ۲۶ ژانویه – جده        |            | دوو رویالز (و.ا.) | ۳ |       |       |
|  |                        | الاهلی     | ۱                 |   |       |       |
|  | الاهلی                 | الاهلی     | ۱                 | ۱ |       |       |
|  | الاهلی                 |            |                   | ۱ |       |       |
|  | الاتحاد حلب            | ۰          |                   |   |       |       |
|  | الاتحاد حلب            | ۰          | رده بندی          |   |       |       |
|  |                        |            |                   |   |       |       |
|  | ۲۸ ژانویه – جده        |            |                   |   |       |       |
|  |                        |            |                   |   |       |       |
|  | کراما یودا تیگا برلیان | ۱          |                   |   |       |       |
|  | کراما یودا تیگا برلیان | ۱          |                   |   |       |       |
|  | الاتحاد حلب            | ۰          |                   |   |       |       |

### نیمه نهایی
| تیم ۱      | نتیجه | تیم ۲                  |
| ---------- | ----- | ---------------------- |
| دوو رویالز | ۲–۰   | کراما یودا تیگا برلیان |
| الاهلی     | ۲–۰   | الاتحاد حلب            |

### رده‌بندی
| تیم ۱                  | نتیجه | تیم ۲       |
| ---------------------- | ----- | ----------- |
| کراما یودا تیگا برلیان | ۱–۰   | الاتحاد حلب |

### فینال
| تیم ۱  | نتیجه | تیم ۲      |
| ------ | ----- | ---------- |
| الاهلی | ۱–۳   | دوو رویالز |

## قهرمان
| قهرمان جام باشگاه‌های آسیا ۸۶–۱۹۸۵ |
| --------------------------------- |
| دوو رویالز                        |
| اولین قهرمانی                     |